# پژخود (استان اوپوله)
پژخود (به لهستانی: Przechód) یک منطقهٔ مسکونی در لهستان است که در گمینا کورفانتوو واقع شده‌است.